# Wolfgang Kneib
Pour les articles homonymes, voir Kneib.
Wolfgang Kneib est un footballeur ouest-allemand puis allemand né le 20 novembre 1952 à Zornheim. Il évoluait au poste de gardien de but.

## Biographie
Wolfgang Kneib commence sa carrière au sein du FSV Mayence 05 en 1969,,.
En 1974-1975, il dispute ses premiers matchs en deuxième division ouest-allemande avec Mayence,.
Après un passage lors de la saison 1975-1976 au SV Wiesbaden, Kneib est transféré au Borussia Mönchengladbach,.
Il est alors sacré Champion d'Allemagne de l'Ouest en 1977,.
Lors de cette saison, Mönchengladbach arrive en finale de la Coupe des clubs champions en 1976-77. Kneib joue neuf matchs dont la finale perdue contre Liverpool, 1-3.
Mönchengladbach remporte la Coupe UEFA en 1979 : Kneib dispute les 12 matchs de la compétition remportée contre l'Étoile rouge de Belgrade.
L'année suivante, il est finaliste de l'édition 1979-1980, finale perdue contre l'Eintracht Francfort.
En 1980, Kneib rejoint l'Arminia Bielefeld,.
Le club évolue en première division ouest-allemande avant d'être relégué en 1985 en deuxième division,.
Kneib raccroche les crampons en 1992,.
Wolfgang Kneib joue au total 245 matchs en première division ouest-allemande pour un but marqué, et 138 matchs en deuxième division ouest-allemandepour également un but marqué. Les deux buts marqués par le gardien de but ont lieu lors de pénaltys. Au sein des compétitions européennes, il dispute 11 matchs de Coupe des clubs champions et 23 matchs de Coupe UEFA. Il joue aussi un match de Coupe intercontinentale.

## Palmarès
Borussia Mönchengladbach
| - Championnat d'Allemagne de l'Ouest (1) : - Champion : 1976-77 . |  | - Coupe UEFA (1) : - Vainqueur : 1978-79. - Finaliste : 1979-80. |  | - Coupe des clubs champions : - Finaliste : 1976-77. |